# Long Island University C. W. Post Campus
Der Long Island University C. W. Post Campus ist eine private Universität in Brookville, Nassau County im US-Bundesstaat New York. Sie ist der größte Standort des Long Island University Systems. Die Hochschule wurde 1954 gegründet. Derzeit studieren hier 8.472 Studenten.

## Fakultäten
- Geistes- und Naturwissenschaften
- Gesundheitsberufe und Pflege
- Informations- und Computerwissenschaften („Palmer School of Library and Information Science“)
- Pädagogik
- Visuelle und darstellende Künste („Tilles Center for the Performing Arts“)
- Wirtschaftswissenschaften

## Sport
Die Sportteams der C. W. Post sind die Pioneers. Die Hochschule ist Mitglied der Northeast Ten Conference.

## Persönlichkeiten
- Ed Klimkowski – Basketballspieler und -trainer
- Ed Lauter – Schauspieler
- Ray Dalio – CEO von Bridgewater Associates